# گرگ جوی
گرگ جوی (انگلیسی: Greg Joy؛ زادهٔ ۲۳ آوریل ۱۹۵۶) ورزشکار دو و میدانی اهل کانادا است.
وی در مسابقات کشوری و بین‌المللی در مجموع برندهٔ ۱ مدال نقره شده‌است.